# 49 Librae
49 Librae, som är stjärnans Flamsteed-beteckning, är en dubbelstjärna belägen i den östra delen av stjärnbilden Vågen. Den har en kombinerad skenbar magnitud på 5,47 och är svagt synlig för blotta ögat där ljusföroreningar ej förekommer. Baserat på parallaxmätning inom Hipparcosuppdraget på ca 34,2 mas, beräknas den befinna sig på ett avstånd på ca 95 ljusår (ca 29 parsek) från solen. Den rör sig närmare solen med en heliocentrisk radiell hastighet på –20 km/s.

## Egenskaper
Primärstjärnan 49 Librae A är en gul till vit stjärna i huvudserien av spektralklass F8 V,. Den har en massa som är ca 1,4 gånger större än solens massa, en radie som är ca 1,9 gånger större än solens och utsänder från dess fotosfär ca 4,7 gånger mera energi än solen vid en effektiv temperatur av ca 6 200 K.
Den variabla karaktären hos hastigheten för 49 Librae noterades först av W S Adams 1924. Den är en enkelsidig spektroskopisk dubbelstjärna med en omloppsperiod på 3,128 år och en excentricitet på 0,11, och har en följeslagare med en massa som är omkring hälften av solens. Konstellationen är en källa till radio- och röntgenstrålning, som kan komma från följeslagaren.